# Алтер кампфер
Алтер Кампфер (  дословно "стари борац") је израз којим су се у Нацистичкој Немачкој називали ветерани, односно најранији чланови владајуће Националсоцијалистичке раднничке партије (НСДАП). Њиме се пре свега одавало признање члановима који су се НСДАП прикључили пре доласка на власт, у време када је била у опозицији и сматрала се малом и минорном странком на рубу неимарске политике; статус Алтер Кäмпфер је такође требало да истакне њихову искрену приврженост националсоцијалистичким идеалима и спремност на жртву за разлику од чланова који су се касније прикључили из личних опортунистичких мотива.
Статус Алтер Кäмпфер је био пре свега резервисан за све оне који су постали чланови пре избора за Рајхстаг у септембру 1930. године, на којима је НСДАП изненада постала друга по снази странка у Немачкој. Тада је забележен масовни прилив новог чланства, а они који су се тада прикључили су у Партији добили надимак "септембарци". Они су имали бољи статус од чланова који су се НСДАП прикуључили у прва два месеца након доласка на власт - у фебруару и марту 1933. године, а због чега су добили иронични надимак "Мартовске љубичице".
Нацистички режим је "старим борцима" давао одређене привилегије, као и бројна признања и ордене, односно споменице. У пропаганди су били приказивани као хероји, а често и као мученици, односно време пре доласка НСДАП на власт се називало "вриеме борбе".